# 小行星25510
小行星25510（25510 Donvincent）是一颗绕太阳运转的小行星，为主小行星带小行星。该小行星于1999年12月发现。

## 轨道参数
小行星25510的轨道半长轴为352 425 092 km，2.3557827 UA，离心率为0.137。